# فرودگاه بین‌المللی چاتراپاتی شیواجی
فرودگاه بین‌المللی چاتراپاتی شیواجی (به هندی: छ्त्रपती शिवाजी अंतरराष्ट्रीय विमानतळ) فرودگاهی بین‌المللی است که در شهر بمبئی، هند واقع شده‌است. این فرودگاه که سابقاً به نام فرودگاه سحر نامیده می‌شد، بزرگ‌ترین و پر رفت‌وآمدترین فرودگاه بین‌المللی این کشور محسوب می‌شود.
فرودگاه بین‌المللی چاتراپاتی شیواجی، هم‌اکنون دارای دو ترمینال مجزا برای پروازهای داخلی و خارجی خود است.
بیشترین پروازهای خارجی به مقصد کشور هند، در فرودگاه بین‌المللی چاتراپاتی شیواجی یا فرودگاه بین‌المللی ایندیرا گاندی در دهلی انجام می‌شود. فرودگاه بین‌المللی چاتراپاتی شیواجی، از لحاظ میزان نقل و انتقال مسافر، شلوغ‌ترین فرودگاه در شبه‌قاره هند است.
فرودگاه بین‌المللی چاتراپاتی شیواجی، قطب شرکت هواپیمایی و ایر ایندیا است.

## شرکت‌های هواپیمایی و مقصدهای پروزای
| شرکت‌های هواپیمایی           | مقصدهای پروازی | پایانه |
| --------------------------- | --- | ------ |
| هواپیمایی ایرعربیا          | فرودگاه بین‌المللی شارجه | ۲      |
| ایر چاینا                   | فصلی: فرودگاه بین‌المللی پکن | ۲      |
| ایر فرانس                   | فرودگاه شارل دوگل پاریس | ۲      |
| ایر ایندیا                  | فرودگاه بین‌المللی ابوظبی، فرودگاه بین‌المللی سردار ولابهبهی پتل، فرودگاه اورنگ‌آباد، فرودگاه بین‌المللی بنگالورو، فرودگاه بین‌المللی سووارنابومی، فرودگاه راجا بهوجا، فرودگاه بیجو پاتنایک، فرودگاه بین‌المللی چنای، فرودگاه کویمباتور، فرودگاه بین‌المللی ایندیرا گاندی، فرودگاه دابولیم، فرودگاه بین‌المللی دوبی، فرودگاه بین‌المللی هنگ کنگ، فرودگاه بین‌المللی راجیو گاندی، فرودگاه دیوی اهیلیابای هولکار، فرودگاه بین‌المللی جایپور، فرودگاه جام‌نگر، فرودگاه بین‌المللی ملک عبدالعزیز، فرودگاه جوداپور، فرودگاه بین‌المللی کوچین، فرودگاه بین‌المللی نتاجی سبهاش چندر بوس، فرودگاه بین‌المللی کالیکوت، فرودگاه هیترو لندن، فرودگاه اماوسی، فرودگاه مادوری، فرودگاه منگالور (هند)، فرودگاه بین‌المللی مسقط، فرودگاه بین‌المللی دکتر باباساهب آمبدکار، فرودگاه بین‌المللی لیبرتی نیوآرک، فرودگاه بین‌المللی جان اف کندی، فرودگاه راجپور، فرودگاه راجکوت، فرودگاه بین‌المللی ملک خالد، فرودگاه چانگی سنگاپور، فرودگاه بین‌المللی تریواندروم، فرودگاه اودی‌پور، فرودگاه بنارس، فرودگاه ویساکاپاتنام | ۲      |
| ایر ایندیا اکسپرس           | فرودگاه بین‌المللی حمد، فرودگاه بین‌المللی دوبی (آغاز از ۷ آوریل ۲۰۱۶)، فرودگاه بین‌المللی شارجه (آغاز از ۷ آوریل ۲۰۱۶) | ۲      |
| ایر ایندیا رجیونال          | فرودگاه الله‌آباد، فرودگاه بوج، فرودگاه باونگر (آغاز از ۱ آوریل ۲۰۱۶)، فرودگاه دیو، فرودگاه بین‌المللی ایندیرا گاندی، فرودگاه گوالیور، Surat | 2      |
| ایر موریشوس                 | فرودگاه بین‌المللی سر سیوساگور رامگولام | ۲      |
| ایر سیشل                    | فرودگاه بین‌المللی سیشل | ۲      |
| آل نیپون ایرویز             | فرودگاه بین‌المللی ناریتا | 2      |
| بانکوک ایرویز               | فرودگاه بین‌المللی سووارنابومی | ۲      |
| بریتیش ایرویز               | فرودگاه هیترو لندن | ۲      |
| کاتای پاسیفیک               | فرودگاه بین‌المللی هنگ کنگ | ۲      |
| دروک ایر                    | فرودگاه پارو | ۲      |
| اجیپت‌ایر                    | فرودگاه بین‌المللی قاهره | ۲      |
| ال عال                      | فرودگاه بین‌المللی بن گوریون | ۲      |
| هواپیمایی امارات            | فرودگاه بین‌المللی دوبی | ۲      |
| هواپیمایی اتیوپی            | فرودگاه بین‌المللی بوول | ۲      |
| هواپیمایی اتحاد             | فرودگاه بین‌المللی ابوظبی | ۲      |
| فلای‌دبی                     | فرودگاه بین‌المللی دوبی | ۲      |
| گوایر                       | فرودگاه بین‌المللی سردار ولابهبهی پتل، فرودگاه باگدوگرا، فرودگاه بین‌المللی بنگالورو، فرودگاه بیجو پاتنایک، فرودگاه چندی‌گر، فرودگاه بین‌المللی چنای، فرودگاه بین‌المللی ایندیرا گاندی، فرودگاه دابولیم، فرودگاه بین‌المللی لوکپریرا گوپیناز بوردولوئی، فرودگاه بین‌المللی جایپور، فرودگاه جامو، فرودگاه بین‌المللی کوچین، فرودگاه بین‌المللی نتاجی سبهاش چندر بوس، فرودگاه کوشک باکولا ریمپچ، فرودگاه اماوسی، فرودگاه بین‌المللی دکتر باباساهب آمبدکار، فرودگاه بین‌المللی ویر سوارکار، فرودگاه پون، فرودگاه بیرسا موندا، فرودگاه سرینگر | 1B     |
| گلف ایر                     | فرودگاه بین‌المللی بحرین | ۲      |
| ایندی‌گو                     | فرودگاه بین‌المللی سردار ولابهبهی پتل، فرودگاه باگدوگرا، فرودگاه بین‌المللی بنگالورو، فرودگاه بیجو پاتنایک، فرودگاه چندی‌گر، فرودگاه بین‌المللی چنای، فرودگاه کویمباتور، فرودگاه جالی گرنت، فرودگاه بین‌المللی ایندیرا گاندی، فرودگاه دابولیم، فرودگاه بین‌المللی لوکپریرا گوپیناز بوردولوئی، فرودگاه بین‌المللی راجیو گاندی، فرودگاه دیوی اهیلیابای هولکار، فرودگاه بین‌المللی جایپور، فرودگاه جامو، فرودگاه بین‌المللی کوچین، فرودگاه بین‌المللی نتاجی سبهاش چندر بوس، فرودگاه بین‌المللی کالیکوت، فرودگاه اماوسی، فرودگاه بین‌المللی دکتر باباساهب آمبدکار، فرودگاه لوک نایاک جایاپراکاش، فرودگاه راجپور، فرودگاه بیرسا موندا، فرودگاه سرینگر، فرودگاه بین‌المللی تریواندروم، فرودگاه اودی‌پور، فرودگاه هارنی سیویل، فرودگاه بنارس، فرودگاه ویساکاپاتنام | 1B     |
| ایندی‌گو                     | فرودگاه بین‌المللی دوبی، فرودگاه بین‌المللی مسقط | ۲      |
| ایران ایر                   | فرودگاه بین‌المللی امام خمینی | ۲      |
| هواپیمایی عراق              | فرودگاه بین‌المللی بغداد، فرودگاه بین‌المللی نجف | ۲      |
| کنیا ایرویز                 | فرودگاه بین‌المللی جومو کنیاتا | ۲      |
| هواپیمایی کره               | فرودگاه بین‌المللی اینچئون | ۲      |
| کویت ایرویز                 | فرودگاه بین‌المللی کویت | ۲      |
| لوفت‌هانزا                   | فرودگاه بین‌المللی فرانکفورت، فرودگاه مونیخ | ۲      |
| هواپیمایی مالزی             | فرودگاه بین‌المللی کوالالامپور | ۲      |
| مالیندو ایر                 | فرودگاه بین‌المللی کوالالامپور | ۲      |
| نپال ایرلاینز               | فرودگاه بین‌المللی تریبهوان | ۲      |
| عمان ایر                    | فرودگاه بین‌المللی مسقط | ۲      |
| هواپیمایی بین‌المللی پاکستان | فرودگاه بین‌المللی جناح | ۲      |
| قطر ایرویز                  | فرودگاه بین‌المللی حمد | ۲      |
| هواپیمایی سعودی             | فرودگاه بین‌المللی ملک عبدالعزیز، فرودگاه بین‌المللی ملک خالد فصلی: فرودگاه شاهزاده محمد بن عبدالعزیز | ۲      |
| سنگاپور ایرلاینز            | فرودگاه چانگی سنگاپور | ۲      |
| اسپایس‌جت                    | فرودگاه بین‌المللی سردار ولابهبهی پتل، فرودگاه بین‌المللی سری گرو رام داس جی، فرودگاه بین‌المللی بنگالورو، فرودگاه باگدوگرا، فرودگاه بلگایوم، فرودگاه بین‌المللی چنای، فرودگاه بین‌المللی ایندیرا گاندی، فرودگاه دابولیم، فرودگاه بین‌المللی لوکپریرا گوپیناز بوردولوئی، فرودگاه بین‌المللی راجیو گاندی، فرودگاه جبال‌پور، فرودگاه جامو، فرودگاه بین‌المللی کوچین، فرودگاه بین‌المللی نتاجی سبهاش چندر بوس، فرودگاه مادوری، فرودگاه منگالور (هند)، فرودگاه سرینگر، فرودگاه بنارس، فرودگاه اودی‌پور (آغاز از ۱۶ آوریل ۲۰۱۶)، فرودگاه ویساکاپاتنام | 1B     |
| اسپایس‌جت                    | فرودگاه بین‌المللی دوبی | ۲      |
| سریلانکان ایرلاینز          | فرودگاه بین‌المللی باندرانیکی | ۲      |
| سوئیس اینترنشنال ایرلاینز   | فرودگاه زوریخ | ۲      |
| تای ایرویز اینترنشنال       | فرودگاه بین‌المللی سووارنابومی | ۲      |
| ترکیش ایرلاینز              | فرودگاه بین‌المللی آتاترک | ۲      |
| یونایتد ایرلاینز            | فرودگاه بین‌المللی لیبرتی نیوآرک | ۲      |
| ویستارا                     | فرودگاه بین‌المللی بنگالورو، فرودگاه بین‌المللی ایندیرا گاندی، فرودگاه دابولیم، فرودگاه بین‌المللی کوچین (آغاز از ۱۴ آوریل ۲۰۱۶)، فرودگاه اماوسی | ۲      |
| یمنیه                       | فرودگاه بین‌المللی عدن، فرودگاه بین‌المللی صنعا | ۲      |